# Cesare Pallavicino
Cesare Pallavicino (Roma, 21 aprile 1893 – Bergamo, 1976) è stato un ingegnere italiano, progettista della Breda, Caproni e Innocenti Lambretta.

## Biografia

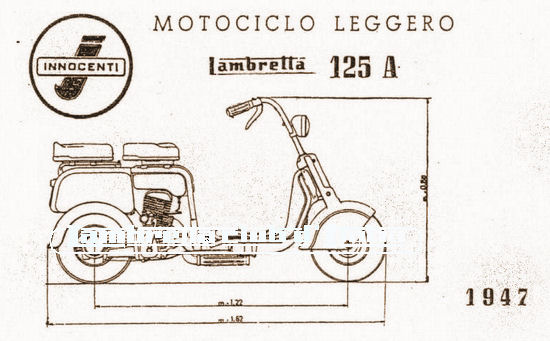
Lambretta 125 del 1947 Design di Cesare Pallavicino

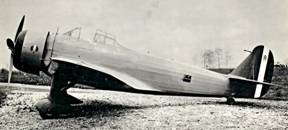
Caproni A.P.1 - Assalto Pallavicino

L'ingegnere Cesare Pallavicino, nasce a Roma nel 1893, progettista presso la Caproni e delegato alla C.A.B. (Cantieri Aeronautici Bergamaschi). Di nobili origini, si diplomò nel 1922 Costruttore Aeronautico al Politecnico di Torino e nel 1927 entrò come ingegnere progettista presso la ditta Breda ove realizzò diversi velivoli quali i Breda Ba.15, Breda Ba.18, Breda Ba.19, Breda Ba.27, Breda Ba.35 e Breda Ba.39.
Nel 1935 passò alla Caproni come capo progettista e videro alla luce diverse sue "creature" quali i famosi Caproni Ca.135, Caproni Ca.309, Caproni Ca.311, Caproni Ca.312, Caproni Ca.313, Caproni Ca.314, Caproni Ca.315 fino ai prebellici Caproni Ca.355, SABCA S 47, Caproni Ca.335, Caproni Ca.350 Caproni Ca.380.
Nel 1946, poco prima di emigrare in Argentina, si dedicò alla progettazione della Innocenti Lambretta il più famoso scooter italiano assieme alla Piaggio Vespa.